# Yes or Yes (canción)
«Yes or Yes» es una canción grabada por el grupo femenino surcoreano Twice. Fue escrita por Sim Eun-jee y lanzada por JYP Entertainment el 5 de noviembre de 2018, como el sencillo principal de su sexto EP, también titulado Yes or Yes.

## Antecedentes
A principios de octubre de 2018, anuncios con la frase "Do you like Twice? Yes or Yes" ("¿Te gusta Twice? Sí o Sí") se colocaron en vallas publicitarias del metro en Corea del Sur, llamando la atención de la gente. El 11 de octubre, JYP Entertainment confirmó que Twice planeaba lanzar su tercer álbum coreano del año el 5 de noviembre, y se reveló el nombre del sencillo principal, «Yes or Yes», el mismo nombre del título del álbum, el 20 de octubre, en un breve clip que apareció en un vídeo especial que conmemoró el tercer aniversario de Twice.
Para promocionar la canción, JYP Entertainment lanzó tres teasers cortos que se dividieron en tres versiones "Y", "E" y "S" el 28, 29 y 30 de noviembre, respectivamente. Los teasers tenían contenidos relacionados entre sí, que presentaba a los espectadores un bosque espeluznante donde Jeongyeon conducía un automóvil hacia "TWICE Square". Luego aparece Mina diciendo: "Hey boy, look, I'm going to make this simple for you. You got two choices: Yes, or yes" ("Oye chico, mira, voy a hacer esto simple para ti. Tienes dos opciones: sí o sí"), después las miembros bailan la coreografía de la canción. El 3 de noviembre, también hubo otro vídeo de vista previa de todas las pistas del álbum, que incluía la canción «Yes or Yes».

## Composición
«Yes or Yes» fue compuesta por David Amber y Andy Love, con letra de Sim Eun-jee. David Amber anteriormente cocompuso «Heart Shaker» y Sim Eun-jee coescribió la letra de «Knock Knock». «Yes or Yes» fue descrita como una canción brillante y animada de "color pop" en el género synth pop con influencias del motown, el reggae y el arena pop. Su letra habla de solo poder responder "sí" a una confesión de amor.

## Vídeo musical
El vídeo musical de la canción fue hecho por Naive, el equipo que ha producido ya algunos vídeos musicales antes para Twice. Según el informe oficial de YouTube, el vídeo ya había alcanzado 31,4 millones de visitas en esta plataforma durante las primeras 24 horas, convirtiéndose en el séptimo debut más grande de YouTube en 24 horas de todos los tiempos. También fue el vídeo musical más rápido que alcanzó las 10 millones de visitas en YouTube del sello JYP Entertainment de Twice. El vídeo alcanzó las 100 millones de visitas el 14 de diciembre, sumándose así a los grupos que con diez vídeos de manera consecutiva logran superar esta cantidad.
El vídeo muestra a las nueve miembros con una fuerte coreografía y enfrentando sus sentimientos a una esfera de la adivinación. Después de un paseo en automóvil conducido por Jeongyeon, aparecen en escena las chicas seduciendo a los chicos en un recinto llamado "TWICE Square". En el vídeo, las miembros de Twice visten atuendos inspirados en los años 90 con cuadros y cueros.

## Versión japonesa
El 9 de enero de 2019, JYP Entertainment anunció que Twice lanzaría su segundo álbum recopilatorio llamado #Twice2 el 6 de marzo. El álbum contiene 10 pistas en versión coreana y las versiones japonesas de cinco canciones, que incluye «Yes or Yes». La letra en japonés fue escrita por Yuka Matsumoto.

## Rendimiento comercial
«Yes or Yes» debutó en la cima del Gaon Digital Chart y en el número 2 en el Billboard K-pop Hot 100. La canción también alcanzó el número 5 en las listas de Billboard World Digital Song Sales y Billboard Japan Hot 100, y el lugar 14 en la lista de Oricon Digital Singles.
La canción superó las 100 millones de reproducciones en agosto de 2019, y fue el segundo sencillo con certificación de platino del grupo para la  Korea Music Content Association (KMCA) desde que se introdujo esta certificación en abril de 2018.
En abril de 2020, «Yes or Yes» obtuvo la certificación de Plata por superar las 30 millones de reproduciones en el Oricon Streaming Singles Chart de la Asociación de la Industria de Grabación de Japón (RIAJ).

## Reconocimientos

### Premios y nominaciones
| Año  | Evento                  | Premio                      | Resultado | Ref.   |
| ---- | ----------------------- | --------------------------- | --------- | ------ |
| 2019 | Gaon Chart Music Awards | Canción del año - noviembre | Nominado  | [ 26 ] |
| 2020 | Golden Disk Awards      | Daesang Digital             | Nominado  | [ 27 ] |
| 2020 | Golden Disk Awards      | Bonsang Digital             | Ganador   | [ 27 ] |

### Premios en programas de música
| Programa                  | Fecha                   | Ref.   |
| ------------------------- | ----------------------- | ------ |
| Show Champion (MBC Music) | 14 de noviembre de 2018 | [ 28 ] |
| 21 de noviembre de 2018   | [ 29 ]                  |        |
| M! Countdown (Mnet)       | 15 de noviembre de 2018 | [ 30 ] |
| Inkigayo (SBS)            | 19 de noviembre de 2018 | [ 31 ] |

### Listas
| Publicación    | Lista                             | Ranking | Ref.   |
| -------------- | --------------------------------- | ------- | ------ |
| Paper Magazine | Top 20 - Canciones k-pop del 2018 | 11      | [ 32 ] |

## Posicionamiento en listas
| Lista (2018)                             | Mejor posición |
| ---------------------------------------- | -------------- |
| Corea del Sur (Gaon Digital Chart)       | 1              |
| Corea del Sur (K-pop Hot 100)            | 2              |
| Japón (Japan Hot 100)                    | 5              |
| Japón (Digital Singles Oricon)           | 14             |
| Malasia (RIM)                            | 17             |
| USA (World Song Digital Sales Billboard) | 5              |

| Lista (2018)                       | Mejor posición |
| ---------------------------------- | -------------- |
| Corea del Sur (Gaon Digital Chart) | 91             |

| Lista (2019)                       | Mejor posición |
| ---------------------------------- | -------------- |
| Corea del Sur (Gaon Digital Chart) | 47             |
| Japón (Japan Hot 100)              | 35             |

## Certificaciones
| País                                                 | Organismo certificador | Certificación | Ventas certificadas | Ref.      |
| Streaming                                            | Streaming              | Streaming     | Streaming           | Streaming |
| ---------------------------------------------------- | ---------------------- | ------------- | ------------------- | --------- |
| Corea del Sur                                        | KMCA                   | Platino       | 100,000,000*        | [ 23 ]    |
| Japón                                                | RIAJ                   | Plata         | 30,000,000*         | [ 24 ]    |
| * Cifras de ventas basadas sólo en la certificación. |                        |               |                     |           |

## Historial de lanzamiento
| País          | Fecha                  | Formato                    | Sello             | Ref.   |
| ------------- | ---------------------- | -------------------------- | ----------------- | ------ |
| Corea del Sur | 5 de noviembre de 2018 | Descarga digital streaming | JYP Entertainment | [ 37 ] |